# دوست‌آباد بالا
دوست آباد بالا روستایی در دهستان زیرکوه بخش مرکزی شهرستان زیرکوه استان خراسان جنوبی ایران است. بر پایه سرشماری عمومی نفوس و مسکن در سال ۱۳۹۰ جمعیت این روستا ۱۰۸ نفر (در ۳۵ خانوار) بوده است.